# Jessains
Jessains település Franciaországban, Aube megyében. Lakosainak száma 253 fő (2022. január 1.). Jessains Amance, Argançon, Bossancourt, Trannes, Unienville és Vauchonvilliers községekkel határos.

## Népesség
A település népessége az elmúlt években az alábbi módon változott:
| Lakosok száma | 254  | 272  | 257  | 250  | 294  | 276  | 275  | 263  | 257  | 253  |
|               | 1968 | 1982 | 1990 | 2006 | 2013 | 2015 | 2017 | 2019 | 2020 | 2022 |